# 花園城市高架橋
花園城市高架橋（英語：Garden City Skyway）是加拿大安大略省尼亞加拉區一座橋樑，跨越威蘭運河連接聖凱瑟琳斯和濱湖尼亞加拉。大橋載有伊利沙伯皇后道（QEW）的六條行車線，來回方向各三線行車。大橋由48座主樑連貫而成，全長2.2（1.4英里），離威蘭運河水平面約40米高。在各條跨越威蘭運河的橋樑當中，花園城市高架橋編號為4A（4號橋為荷默開啓橋）。
此橋於1960年1月動工，橫跨威蘭運河的主橋跨段則於同年7月安裝，橋樑全線於1963年10月18日通車。大橋在施工期間以鄰近的荷默開啓橋為名，稱為荷默高架橋（Homer Skyway）；通車後大橋則改以聖凱瑟琳斯市的暱稱“花園城市”為名。大橋通車初期曾收取過路費，到1973年則取消收費。安大略省政府於2000年代初斥資1780萬元，分三階段復修花園城市高架橋的橋面和橋墩；工程完成後橋面壽命延長至大概2025年，橋墩壽命則延至2025年之後。
大橋通車時，兩岸的QEW來回方向各得兩線行車，而大橋各方向三條行車線中的慢線則用作貨車爬坡車道。該段QEW後於2010年代擴濶至來回各三線行車，令大橋的慢線失去其原有的爬坡車道功能，而日增的車流令大橋極有可能成為該段QEW的瓶頸。另一方面，大橋來回方向的外側路肩各只得約1米濶，遠較現有公路設計標準為窄。綜合各種因素，省府於2011年委託顧問公司就QEW跨越威蘭運河路段的長遠發展策略展開環境評估，為該走廊的發展提供選項。環評過程首輪公眾諮詢於2011年春季進行，顧問公司其後權衡各選項，預料於2013年末公佈首選方案後再進行第二輪公眾諮詢。

## 外部連結
- （英文）QEW Garden City Skyway－伊利沙伯皇后道花園城市高架橋 長遠發展策略環境評估項目網站